# Calyptotheca reniformis
Calyptotheca reniformis är en mossdjursart som beskrevs av Tilbrook 2006. Calyptotheca reniformis ingår i släktet Calyptotheca och familjen Parmulariidae. Inga underarter finns listade i Catalogue of Life.